# Theguardian.com
theguardian.com, anteriormente conhecido como Guardian Unlimited e como guardian.co.uk, é um site britânico de notícias/mídia pertencente ao Guardian Media Group. Em novembro de 2014, era o segundo jornal online mais popular do Reino Unido com mais de dezessete milhões de leitores por mês; com mais de vinte e um milhões de leitores mensais, Mail Online foi o mais popular.

## Audiência
theguardian.com é um dos principais jornais online do Reino Unido, tornando-se o primeiro jornal do país a atrair mais de vinte e cinco milhões de usuários únicos em um mês (outubro de 2008). Em 7 de julho de 2005, após os atentados de Londres, um milhão e trezentos mil usuários visitaram o site, e um total de sete milhões e oitocentos mil páginas foram visualizadas, à época um recorde para guardian.co.uk.
Em agosto de 2010, foi o segundo site de jornal mais popular do Reino Unido depois do Mail Online, obtendo quase 34,6 milhões de usuários únicos mensais e 13,7 milhões de usuários britânicos únicos. Até maio de 2011, chegou a 2,8 milhões de visitantes únicos por dia, e 51,3 milhões por mês, atrás dos 4,4 milhões e 77,3 milhões do Mail Online. Em maio de 2013, usando o National Readership Survey e as estatísticas da comScore, theguardian.com foi o mais popular site de jornal do Reino Unido com 8,2 milhões de visitantes únicos por mês, à frente do Mail Online com 7,6 milhões de visitantes únicos mensais.

## Guardian US
"Guardian US" foi uma versão norte-americana do site britânico de notícias Guardian Unlimited. A estratégia, destinada a conquistar mais leitores norte-americanos, foi abandonada em outubro de 2009. O Guardianamerica.com atualmente redireciona para a página de tópico do site dos Estados Unidos.
Grande parte do conteúdo do Guardian US foi removida do Guardian Unlimited e do Guardian, embora algum conteúdo tenha sido produzido especificamente para a Guardian US.